# Кантрі

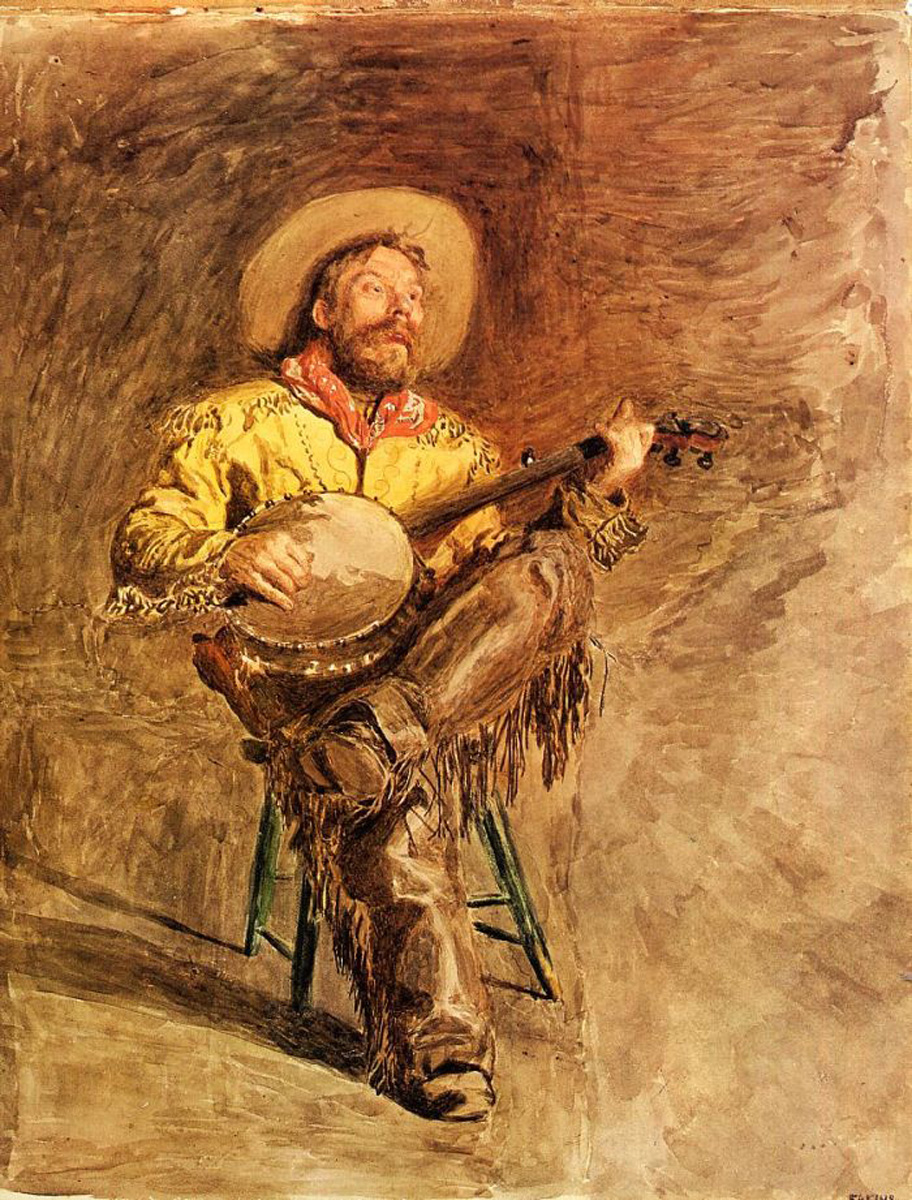
Зображення ковбоя з банджо. Томас Ікінс, 1890.

Ка́нтрі (англ. country — «сільська місцевість») — музичний напрямок, що бере початок від народної музики британських переселенців у США, яка продовжувала традиції епічної кельтської балади і народних танцювальних форм. Кантрі стала популярною у 1920-х роках початково під назвою хілбілі (hillbilly music, від англ. hillbilly — термін, що вживається щодо жителів гірських містечок США), з 1940-х роках поступово закріпився сучасний термін.
Класичне кантрі оперує простим інструментарієм, окрім ударної установки характерне звучання надає гітара зі сталевими струнами (різновид гавайської гітари), губна гармоніка, нерідко використовуються також банджо, скрипка та піаніно хонкі-тонк, спеціально дещо розстроєне. Композиції кантрі доволі динамічні, прості пісні спираються на схеми рок-н-ролу або ліричної балади, нерідко в ритмі вальсу. Тексти оповідають про звичайні людські справи — любов, праця, забави, фінансові проблеми, клопоти з дітьми тощо.
4 липня  відмічається Міжнародний день  музики в стилі кантрі.

## Витоки
Основні компоненти сучасного музичного стилю кантрі сягають музичних традицій на півдні США та Південному Заході США, тоді як його місце в американській популярній музиці було закріплено в 20-х роках минулого століття під час запису музики. Кантрі-музика була «представлена світові як південне явище». У музики кантрі є два основних джерела: фольклорні, що передаються з покоління в покоління, і авторські пісні, написані для виконання перед аудиторією. Старовинні пісні та мелодії є фольклором, частиною культурної спадщини США. 1904 року дослідниця Емма Белл Майлз відзначала: «Вважається, що у Америки немає народної музики, нічого чітко рідного, з чого може вирости національна школа передового композиторського мистецтва. Тим часом, є прихований горами Кентуккі народ, про чию музику майже нічого не було сказано». Іммігранти на південному сході США протягом майже 300 років приносили разом із собою народну музику та інструменти Африки, Європи та Середземного басейну, що переростало в музику Аппалачів та музику блюзу. Коли країна розширювалася на захід, річка Міссісіпі та Луїзіана стали перехрестям кантрі-музики. На південному заході США саме Скелясті гори, американський кордон і Ріо-Гранде виступили подібним фоном для балад корінних американців, мексиканців та ковбоїв, що призвело до музики в Нью-Мексико та розвитку західної музики.
Уейн Ербс зазначає, що жителі гірських районів південного сходу вітали удосконалення, які робили їх життя простіше. Проте вони не прагнули удосконалювати культуру. Можливо, так від впертості вихідців з Шотландії, Ірландії та Німеччини, що заселили ці гірські райони. Музичні і танцювальні традиції були глибоко закладені в них. Зміни майже не торкалися їх старовинної музики. Коли музика підбирав мелодії для гри на танцях, то він незмінно вибирав із знайомих усім мелодій. Коли в 1920-х роках музиканти з півдня США почали виконувати старовинні народні пісні на радіо і записувати їх на грамплатівки, то комерційний підхід розмежував жанри фольклор і кантрі (хоча сам термін з'явився пізніше). Відтоді як пісні почали виконуватися для широкої аудиторії, вони стали являти собою частину «стилю», необхідного для комерції.
Створивши перших зірок кантрі-музики, радіо і грамзапис підвели кантрі-музику під мейнстрім, звівши все її розмаїття до кількох стилів. Внаслідок такого розвитку, комерційно орієнтована кантрі-поп-музика стала згодом мейнстрім-музикою, з переорієнтацією на деякі інші стилі для ширшого кола слухачів.
Конгрес США офіційно визнав Брістоль, штат Теннессі, «батьківщиною кантрі-музики» на основі історичних записів Брістоля 1927 року. З'їзд скрипалів, який відбувся у 1925 році, допоміг надихнути сучасну музику кантрі.

## Історія

### Перше покоління
Перше покоління напрямку виникло на початку 1920-х років. Тоді музична сцена Атланти відіграла значну роль у запуску найдавніших виконавців звукозапису в країні. Джеймс Гідеон Таннер (1885—1960) — американський скрипаль став відомим як кантрі-музика. Його група була одним з найінноваційніших та найвпливовіших струнних колективів 20-30-х років. Найвизначнішими його членами були Клейтон Макмічен (скрипка та вокал), Ден Хорнсбі (вокал), Райлі Пакетт (гітара та вокал) та Роберт Лі Світ (гітара). Розпочався випуск музичних платівок ще в 1923 році. Перші відомі піонери жанру Джиммі Роджерс і перша сім'я кантрі-музики сім'я Картер. Багато «гірських» музикантів, такі як Кліфф Карлайл, записували блюзові пісні протягом 1920-х років.

### Друге покоління
Другого покоління припало на 1930–1940-ті роки. Тоді радіо стало популярним джерелом розваг, і шоу із музикою кантрі було розпочате на всьому півдні, аж до Чикаго та на захід, до Каліфорнії. Найважливішим був Grand Ole Opry, який виходив в ефір, починаючи з 1925 року у Нешвілі і продовжується дотепер. Протягом 1930-х і 1940-х років ковбойські пісні, які записувалася з 1920-х років, популяризувались у фільмах, зроблених у Голлівуді. У 1940-ві роки популяризація напрямку пов'язана з творчістю Генка Вільямса. Боб Уіллс був сільським музикантом із Нижніх Великих рівнин, який став дуже популярним як лідер «гарячої струнної групи». Він з'являвся у голлівудських вестернах. Поєднання кантрі та джазу розпочалося як музика танцювальних залів. Уіллс був одним з перших кантрі-музикантів, який додав електричну гітару до своєї групи в 1938 році. Кантрі-музиканти почали записувати бугі в 1939 році, незабаром після того, як його відтворили в Карнегі-Холі, коли Джонні Барфілд записав «Бугі-вугі».

### Третє покоління
Третє покоління (1950–1960-ті роки) розпочалося наприкінці Другої світової війни з музикою струнних оркестрів, відомою як блюграс. Музика з'явилася, коли Білл Монро з Лестером Флаттом та Ерлом Скруггом були представлені Роєм Акуффом у Гранд Опері. Євангельська музика залишалася складовою музики кантрі. Інший тип знедоленої музики з різними настроями став популярним серед бідних громад у Нью-Мексико, Оклахомі та Техасі. Основний ансамбль складався з класичної гітари, бас-гітари, сталевої гітари, у більших ансамблях були представлені електрогітари, труби, клавішні, банджо та барабани. Цей звук сягає своїм корінням в індіанську, іспано- та американську прикордонну музику на південному заході США та Північній Мексиці. На початку 1950-х років більшість кантрі-гуртів грали суміш західних свінгів, кантрі-бугі та хонкі тонку. Починаючи з середини 1950-х і досягнувши свого піку на початку 1960-х, звук Нашвіля перетворив кантрі-музику на багатомільйонну індустрію з центром у Нешвілі, штат Теннессі. У 1950-ті музика кантрі стала однією з основ таких течій як блюґрас і рокабілі. В ці роки найяскравішим представником кантрі стає Елвіс Преслі, який щойно розпочав свою кар'єру і мав тоді прізвисько «Хіллбіллі кет». Наприкінці 1950-х музику кантрі починає записувати студія Nashville Sound, звук кантрі стає відшліфованішим. Серед успішних музикантів кантрі також Джордж Джонс (1931—2013), Петсі Клайн та Джим Рівс, який став надзвичайно популярним в Африці, Індії да Південно-Західній Азії. Ця ж студія заснувала залу слави кантрі. Петсі Клайн і Джим Рівз були двома найпопулярнішими артистами звукозапису в Нашвілі, і їхня смерть в авіакатастрофах на початку 1960-х років стала початком занепаду жанру. Кінець 1960-х років у американській музиці створив унікальне поєднання внаслідок традиціоналістичної реакції в окремих жанрах. Після британського вторгнення бажали повернення до «старих цінностей» рок-н-ролу. У той же час у сільському секторі бракувало ентузіазму до музики, виробленої в Нашвілі. У результаті з'явився схрещений жанр, знаний як кантрі-рок. У 1960-ті роки музиканти Кріс Крістоферсон, Ніл Янг, Лінда Ронстадт дали життя новому музичному напрямку — кантрі-року, що увібрав в себе як риси кантрі, так і риси рок-музики.

### Четверте покоління
У 1970-ті роки кантрі розгалужується на дві протилежні течії — автентичну і комерціалізовану. В руслі дотримання автентичних традицій працюють Віллі Нельсон і Війлон Дженнінгс, а Конвей Твітті, Глен Кемпбелл, Кенні Роджерс та ряд інших зближують кантрі з поп-музикою тих років, практично розмиваючи границі напрямку. Водночас відбувався симбіоз кантрі та року, що зокрема представлено у творчості Шеріл Кроу та Кід Рока. Піку популярності кантрі-поп досягло на рубежі 1970-80-х років, значну роль у популяризації напрямку відіграв фільм «Міський ковбой». Музика четвертого покоління припала на 1970–1980-ті роки. Між 1972 і 1975 роками співак і гітарист Джон Денвер випустив серію успішних пісень, що поєднують музичні стилі кантрі та фолк-рок. До середини 1970-х років музика в Техасі і Техано набула популярності серед виконавців. На початку 1980-х років сільські музиканти бачили, як їхні записи виконувались у поп-чартах. 1980 року був популяризований стиль «музики диско». У середині 1980-х років почали з'являтися нові виконавці, які відкинули відшліфований кантрі-поп-звук на користь традиційнішого виробництва «назад до основ». Неотрадиційний рух домінував у кантрі-музиці до кінця 1980-х років і був характерним для Джорджа Стріта.

### П'яте покоління
Протягом п'ятого покоління (1990-ті) кантрі-музика стала світовим явищем. Популярними були неотрадиціоністи, як-от Алан Джексон, та популярніші акторські виступи, зокрема Гарт Брукс. Діксі Чікс стала однією з найпопулярніших сільських груп у 1990-х — на початку 2000-х років

### Шосте покоління
Шосте покоління (2000-ті роки дотепер) зазнало певної диверсифікації щодо стилів музики кантрі. Вплив рок-музики в країні став відкритішим протягом кінця 2000-х — початку 2010-х років. Більшість найпроданіших кантрі-пісень цієї епохи були у жанрі кантрі-поп. Хіп-хоп також позначився на кантрі-музиці з появою кантрі-репу .

Відомі кантрі-виконавці
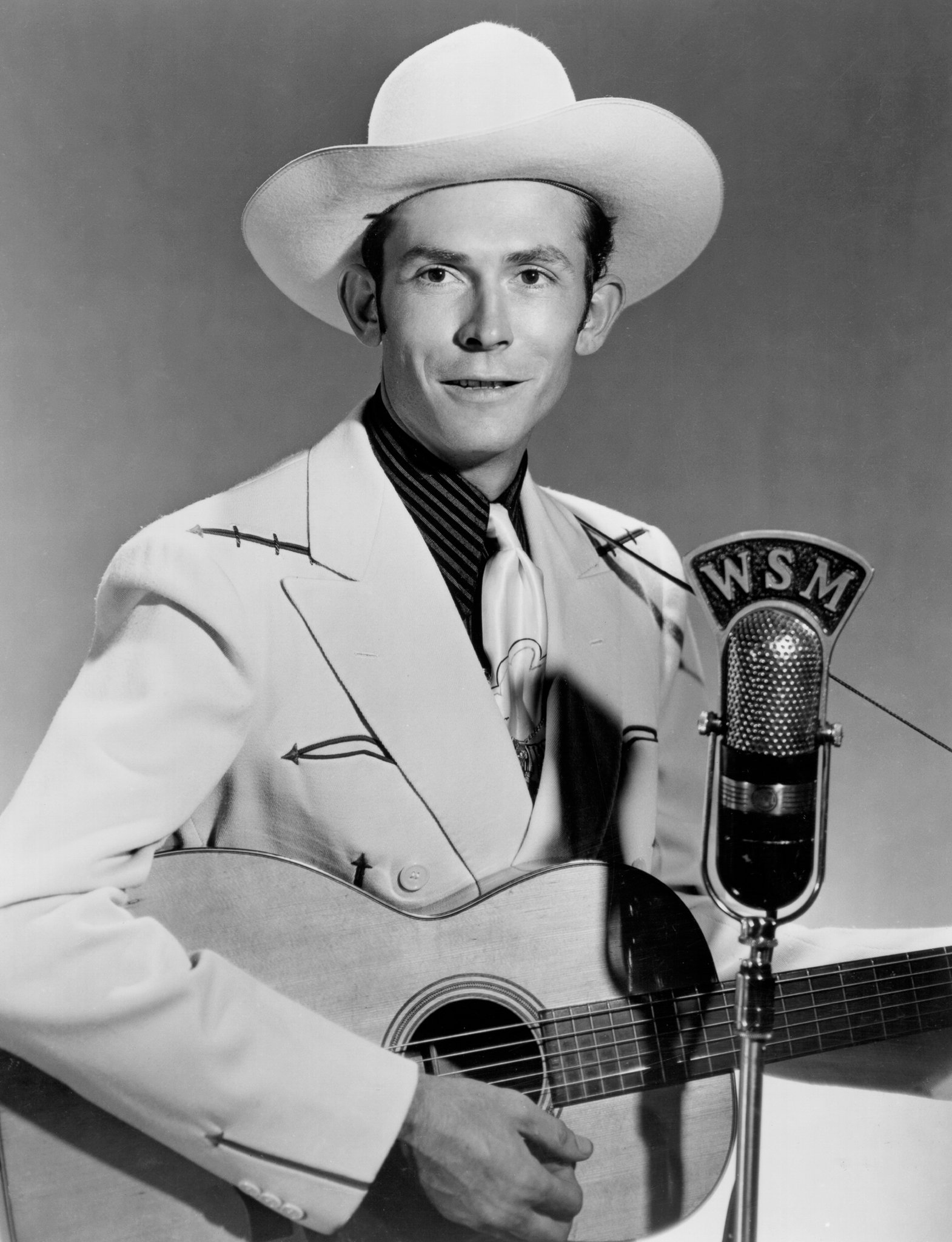
Генк Вільямс. 1951
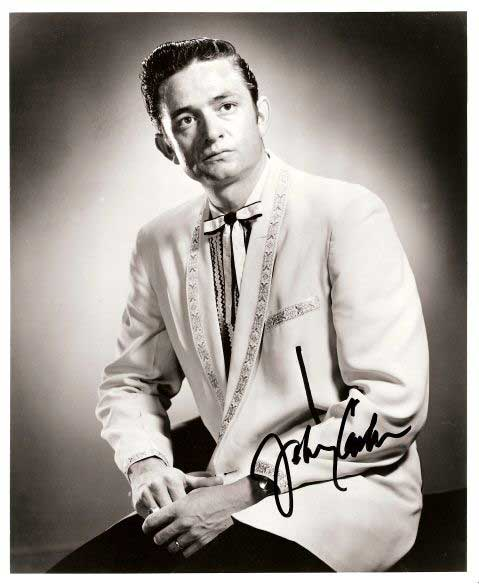
Джонні Кеш. 1955
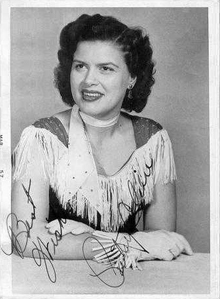
Петсі Клайн. 1957